# L'Estoviada de Mussarra
L'Estoviada de Mussarra és un paratge del terme municipal de Monistrol de Calders, al Moianès i de Talamanca, al Bages.
Està situat al sector sud-oest del terme, a ponent de Mussarra. És la part superior dels Cingles de l'Estoviada, on hi ha l'espectacular Roca Giberta.